# 李金羽
李金羽（1977年7月6日—），中国退役足球运动员，出生於辽宁省沈阳市，现任辽宁铁人足球俱乐部总经理及主教练。

## 职业生涯
李金羽在1985年4月进入辽宁省体育运动技术学校少年足球训练班。1993年11月入选健力宝青年队第一次赴巴西留学，其间，在165场比赛中打进了近100个球，成为健力宝青年队的首席射手。1996年3月，随健力宝青年队第二次赴巴西留学。1997年1月入选中国国家足球队而提前回国。他也参加了1997年世界青年足球锦标赛。1997年12月第三次赴巴西留学，1998年4月正式学成回国。
1998年6月开始代表辽宁参加甲B联赛。9月，他以租借形式在法国南锡足球俱乐部效力，1999年7月与法国南锡队终止租借合同，并重返辽宁队。在2001年第一轮预选赛中，他成为中国国家足球队最佳射手，但到了第二轮十强赛他就被米卢弃用，并未能获得参加2002年世界杯足球赛决赛圈比赛的资格。
2002年11月30日甲A联赛第30轮，辽宁波导客场3-1力克陕西国力。比赛进行到第17分钟，李金羽打进一球，这个进球是李金羽2002赛季打进的第16球，在他第四个甲A年头里，终于第一次成为联赛最佳射手。
2006年李金羽的联赛出场26场打进26球，再成为联赛最佳射手，创造了中国职业联赛单赛季新的进球纪录。他也提出了进球数超过郝海东，在中国国家足球队正名的目标。
在2007年5月5日山东鲁能泰山主场与陕西宝荣的比赛中，李金羽打入自己职业联赛的第97球，个人职业联赛总入球数就此超越郝海东的96球。
在2007年6月20日山东鲁能泰山客场与浙江绿城的比赛中，李金羽梅开二度，个人职业联赛总入球数达到100球。
在2008年11月2日山东鲁能泰山主场与长沙金德的比赛中，李金羽梅开二度，以66球超越宿茂臻的65球成为山东鲁能泰山职业联赛进球最多的队员。
2010年8月26日，凭借着李金羽的唯一进球，山东鲁能在中超的一场补赛战胜北京国安。这粒进球是李金羽在2010年赛季中超的第4粒进球，同时也是他在中超联赛的第73球，而他的联赛总进球数则达到了119球。
2011年1月4日，山东鲁能泰山在其官方网站上正式对外公告李金羽退役。自2004赛季加盟山东鲁能泰山以来，李金羽共为球队打入73个中超联赛入球、12个国内杯赛进球和7个亚足联冠军联赛进球。

## 教练生涯
2011年1月，退役后的李金羽接受中国女子国家足球队主教练李霄鹏的邀请，成为中国女足的助理教练，训练球队的中前场球员。 9月份，中国女足在2012年伦敦奥运会足球预选赛中被淘汰，历史上首次无缘奥运会，李金羽也离开球队。2012年1月9日，李金羽成为山东鲁能泰山足球俱乐部竞训部副经理和球队副领队， 但在4月份即辞职离开球队。 5月2日，李金羽成为中国足球甲级联赛球队沈阳沈北的助理教练。 2013年5月13日，沈阳沈北宣布李金羽接替刘志才，成为球队的新任主教练。
2013年12月，辽宁中泽集团收购沈阳沈北，球队易名为沈阳中泽，李金羽留任主教练。2014年5月，李金羽在自己的个人微博上透露，沈阳中泽俱乐部决定让他下课。
2016年1月22日，李金羽出任石家庄永昌足球俱乐部的常务副总经理兼技术总监，同年7月15日因主教练亚森·佩特罗夫下课而成为石家庄永昌的代理主教练。
2017年1月，李金羽加盟苏宁体育集团，担任竞技管理中心副总经理，随后先后担任江苏苏宁足球俱乐部副总经理、代理主教练、领队及中方教练组组长。
2020年至2022年，李金羽先后担任中超联赛武汉卓尔的助理教练及主教练，直至武汉长江俱乐部解散。
2023年，李金羽开始担任云南玉昆队主教练，当赛季带领球队取得中乙联赛季军，又在2024赛季上半程率领递补升级的云南玉昆队取得联赛半程第一的成绩，但赛季中段李金羽与俱乐部解约，不再担任主教练，双方和平分手。
2024赛季下半程，李金羽接手同在中甲联赛的家乡球队辽宁铁人。下半季联赛中，辽宁铁人仅失利2场比赛，排名也由李金羽接手时的第14名（联赛倒数第三）稳步上升，甚至一度有冲超希望，最终辽宁铁人以第4名的成绩结束赛季，该排名也是辽宁铁人队征战中甲多年来的最佳战绩。赛季结束后，李金羽继续留任，同时进一步兼任辽宁铁人队总经理职务。

## 聯賽上陣紀錄
最後更新：2010年11月6日 
| 球季  | 俱乐部         | 國家 | 上陣 | 入球 |
| ----- | -------------- | ---- | ---- | ---- |
| 1998  | 辽宁足球俱乐部 | 中国 | ?    | ?    |
| 98/99 | 南锡           | 法國 | 6    | 0    |
| 1999  | 辽宁足球俱乐部 | 中国 | 13   | 8    |
| 2000  | 辽宁足球俱乐部 | 中国 | 24   | 5    |
| 2001  | 辽宁足球俱乐部 | 中国 | 22   | 10   |
| 2002  | 辽宁足球俱乐部 | 中国 | 27   | 16   |
| 2003  | 辽宁足球俱乐部 | 中国 | 14   | 7    |
| 2004  | 山东鲁能泰山   | 中国 | 21   | 13   |
| 2005  | 山东鲁能泰山   | 中国 | 17   | 7    |
| 2006  | 山东鲁能泰山   | 中国 | 26   | 26   |
| 2007  | 山东鲁能泰山   | 中国 | 27   | 15   |
| 2008  | 山东鲁能泰山   | 中国 | 24   | 5    |
| 2009  | 山东鲁能泰山   | 中国 | 22   | 3    |
| 2010  | 山东鲁能泰山   | 中国 | 14   | 4    |

## 国家队

### 国际比赛进球
- 仅列出国际A级比赛

| 时间           | 地点     | 对手     | 比分 | 赛事            | 进球(累计) |
| -------------- | -------- | -------- | ---- | --------------- | ---------- |
| 1997年2月21日  | 吉隆坡   | 新加坡   | 3-1  | 友谊赛 登喜路杯 | 1( 1)      |
| 1997年3月2日   | 吉隆坡   |          | 3-0  | 友谊赛 登喜路杯 | 2( 3)      |
| 1997年4月20日  | 北 京    | 緬甸     | 5-0  | 友谊赛          | 1( 4)      |
| 1997年6月1日   | 北 京    |          | 1-0  | 世界杯预选赛    | 1( 5)      |
| 1997年9月2日*  | 大 连    |          | 3-0  | 友谊赛          | 1( 6)      |
| 1998年11月30日 | 素叻他尼 | 黎巴嫩   | 4-1  | 亚运会足球赛    | 1( 7)      |
| 1998年12月8日  | 曼 谷    |          | 3-1  | 亚运会足球赛    | 1( 8)      |
| 1998年12月10日 | 曼 谷    | 阿曼     | 6-1  | 亚运会足球赛    | 2(10)      |
| 1998年12月12日 | 曼 谷    | 伊朗     | 1-2  | 亚运会足球赛    | 1(11)      |
| 1998年12月14日 | 曼 谷    |          | 3-0  | 亚运会足球赛    | 2(12)      |
| 2001年5月6日   | 金 边    | 柬埔寨   | 4-0  | 世界杯预选赛    | 2(15)      |
| 2003年8月31日  | 迈阿密   | 海地     | 3-4  | 友谊赛          | 1(16)      |
| 2004年7月3日   | 重 庆    | 黎巴嫩   | 6-0  | 友谊赛          | 2(18)      |
| 2004年7月17日  | 北 京    | 巴林     | 2-2  | 亚洲杯          | 1(19)      |
| 2004年9月8日   | 槟 城    | 马来西亚 | 1-0  | 世界杯预选赛    | 1(20)      |
| 2004年11月17日 | 广 州    | 香港     | 7-0  | 世界杯预选赛    | 2(22)      |
| 2005年8月3日   | 大 田    | 日本     | 2-2  | 东亚锦标赛      | 1(23)      |
| 2006年8月10日  | 秦皇岛   | 泰國     | 4-0  | 友谊赛          | 1(24)      |
| 2007年2月7日   | 苏 州    |          | 2-1  | 友谊赛          | 1(25)      |
| 2007年10月21日 | 佛 山    | 緬甸     | 7-0  | 世界杯资格赛    | 1(26)      |

*：该场比赛未被FIFA收录

## 荣誉

### 辽宁
- 中国足球超霸杯：1999

### 山东鲁能泰山
- 中国足球超级联赛冠军：2006，2008，2010
- 中国足协杯冠军：2004，2006
- 中国超級联賽杯冠军：2004

### 个人
- 中国足球甲级A组联赛金靴奖：2002
- 中国足球超级联赛金靴奖：2006，2007
- 中国足协杯最佳射手：2002
- IFFHS年度最受欢迎球员-亚洲第二位：2009[8][9]
- 中甲联赛最佳教练：2024

## 个人生活
2018年12月22日，李金羽与妻子毕文晴在家乡辽宁沈阳举行了婚礼。